# Partido Reformista
El Partido Reformista va ser un partit polític espanyol d'ideals republicans, laicistes i anticaciquils, fundat el 1912 per Melquiades Álvarez, després d'un memorable discurs pronunciat a l'Hotel Palace de Madrid. En ell van militar inicialment figures importants de la intel·lectualitat espanyola de l'època, com Manuel Azaña o José Ortega y Gasset.
La major base electoral del Partido Reformista se situava a Astúries, on va arribar a tenir nombrosos representants en les institucions locals i provincials.
Al Principat, cercà l'atracció del republicanisme, acostant-se a la Unió Federal Nacionalista Republicana. Aconseguí la col·laboració de Josep Zulueta i de Laureà Miró i Trepat i incorporà a Eusebi Corominas i Lluís Companys que li donen suport des de "La Publicidad".
El grup català, constituït el 1912, tingué diferències amb Melquiades pel seu autonomisme moderat i Lluís Companys abandonà la formació.
A Mallorca, el nucli reformista fou creat el 1913 i, encapçalat per Jeroni Pou, provocà indirectament la creació del Partit Autònom d'Unió Republicana.
En 1923, Álvarez va ser elegit President del Congrés dels Diputats, del qual era membre en haver estat elegit pel districte asturià de Castropol, i davant de la proclamació de la Dictadura de Primo de Rivera va adoptar una postura passiva i ambigua, encara que posteriorment va participar en diverses conspiracions antidictatorials.
Després de proclamar-se la Segona República el 1931, el Partido Reformista va canviar el seu nom pel de Partido Republicano Liberal Demócrata.